# 田中宏 (経済学者)
田中 宏（たなか ひろし、1937年2月9日 - ）は、日本の経済史者。一橋大学名誉教授、龍谷大学安重根東洋平和研究センター客員研究員。
定住外国人の地方参政権を実現させる日・韓・在日ネットワーク共同代表。東京弁護士会人権賞、日本平和学会平和研究奨励賞受賞。

## 人物
在日韓国人の参政権を実現するため、内海愛子らと定住外国人の地方参政権を実現させる日・韓・在日ネットワークを結成して共同代表になる。在日本大韓民国民団などと協力して積極的に活動をしている。2004年3月に東京弁護士会から活動を認められ、東京弁護士会人権賞を受賞。2017年には第6回日本平和学会平和研究奨励賞を受賞。
日本による対韓輸出優遇撤廃に反対する、＜声明＞「韓国は「敵」なのか」呼びかけ人の1人。

## 来歴
- 1937年 - 岡山県に生まれる。
- 1960年 - 東京外国語大学中国学科卒業
- 1963年 - 一橋大学大学院経済学研究科修士課程修了（東洋経済史専攻）
- 1972年 - 愛知県立大学外国語学部講師
- 1973年 - 愛知県立大学外国語学部助教授
- 1982年 - 愛知県立大学外国語学部教授
- 1993年 - 一橋大学社会学部教授
- 2000年3月 - 一橋大学定年退官
- 2000年4月 - 龍谷大学経済学部特別任用教授就任、一橋大学名誉教授の称号を受ける
- 2009年3月 - 龍谷大学退職

## 主張
2005年10月20日、「東京朝鮮第二初級学校土地問題裁判」の学校側弁護団は、田中宏の意見書を東京地裁に提出。意見書は「都の要求は児童が受けている『民族性を備えた普通教育』の機会を奪うこと」と述べては、以下のように主張している。
- 在日朝鮮人の言葉を奪ったことに対し、日本政府は「原状回復」として民族教育を保障しなければならない。
- 地方自治体は朝鮮学校の教育のもつ公益性に着目して補助を行っている。
- 外国人学校における教育は「普通教育」として認知が進んでいる。
- 日本は国際人権諸条約を批准しており、「すべての者」の「教育への権利」を保障しなければならない。

2007年9月17日、福岡市内で開催された「在日コリアン無年金訴訟」の決起集会において講演を行い、以下の主張をしている。
- 「年金など社会保障の責任は国籍の属する本国が負うべし、という裁判所の理屈には矛盾がある」と主張し、「海外に住む日本人に対し、日本政府は年金を支払っていないではないか」と、原告が敗訴している京都と大阪で起こされた同様の訴訟の判決を批判した。しかし、この批判は事実と異なっていて日本国籍があれば在外邦人でも任意で国民年金に加入して年金保険料を一定期間以上を納め続ければ納付期間に応じた年金を需給できる。厚生年金と共済年金にも加入して掛け金を納めていれば需給できる[5][6][7][8][9]。実際に年金受給者では、セカンドライフをマレーシア、ベトナム、フィリピンなどの物価が安い海外で暮らす海外移住している者もいる[10][11]。

## 学外の活動
- 2003年10月、在日本大韓民国民団愛知の主催する「名古屋コリアン・アカデミー」で「アジア人蔑視の日本社会を切る」を講演[12]。
- 2003年5月、大阪国際理解教育研究センター(鄭早苗理事長)の主催する人権啓発リーダー養成セミナーに姜徳相と一緒に講師として参加[13]。
- 2004年7月17日、特定非営利活動法人・多民族共生人権教育センターの主催する「第4回多民族共生人権研究集会」で「自国民中心主義からの脱却を」と題して記念講演[14]。
- 『高校無償化』制度の朝鮮学校への即時適用と補助金復活を求める院内集会)(2013/4/25)に出席した[15]

### 「在日韓国朝鮮人をはじめ外国籍住民の地方参政権を求める連絡会」での活動
- 2002年11月21日、在日本大韓民国民団主催の集会で「当事者が声を上げていくことが大事。行政も受け入れざるをえない状況にある。住民投票参加の流れを大きなものし、参政権運動につなげよう」と呼びかけた[16]。
- 2004年10月、在日韓国人の参政権を実現するため、田中宏、朴慶南、金敬得ら[17] と定住外国人の地方参政権を実現させる日・韓・在日ネットワークを結成。在日本大韓民国民団などと協力して積極的に活動をしている
- 2004年11月、在日本大韓民国民団主催のシンポジウムに参加、外国人参政権反対派の国籍取得論について「日本人になったからといって一朝一夕に忠誠心が芽生えるのか」と批判した[18]。
- 2004年11月、韓国ソウル市で定住外国人の地方参政権獲得をめざすシンポジウムを主催し、「指紋制度反対の闘いは、在日自身の闘いと難民条約批准を契機にした社会保障制度の改善という外からの圧力によって、成功裡に終えた。参政権獲得も同じ地域社会の構成員として在日が役割を果たすために不可欠だ。ねばり強い運動を」と方針をまとめる[19]。
- 2007年11月4日、鳥取市で開催された「第1回永住外国人地方参政権シンポジウムin鳥取」に岡崎勝彦愛知学院大学法科大学院教授、在日コリアン問題専門家の鄭早苗大谷大学教授、薛幸夫大韓民国民団鳥取県地方本部団長らと共に出席。「日本で生活する外国人が、自治体の決定権について発言できないのは民主主義の基本にかかわる問題。参政権を与えるのは論理的に可能」と主張した。
- 2008年11月28日、鳥取市で開催された「第二回永住外国人地方参政権シンポジウムin鳥取」に岡崎勝彦愛知学院大学法科大学院教授、在日コリアン問題専門家の鄭早苗大谷大学教授、薛幸夫大韓民国民団鳥取県地方本部団長らと共に出席。「在日韓国・朝鮮人は、本国でも日本でも選挙権がなく一度も投票したことがない。この実態をどうするか。韓国ではすでに外国人参政権が認められ、十月二十日を『世界人の日』 と定めて啓発している。日本も何かやってみては」と問題提起した。ただし韓国で実施されている外国人参政権は一定の条件を満たした外国人に対してのみ選挙権を認めているため、条件を満たさない外国人は自治体の決定権について発言できない。

## 文献

### 著書
- 1990年7月 『虚妄の国際国家・日本 アジアの視点から』風媒社、ISBN 4833110180
- 1991年5月 『在日外国人 法の壁、心の溝』（岩波新書）岩波書店、ISBN 4004301718、新版: 1994年1月、ISBN 4004303702
- 1996年3月 『Q&A外国人の地方参政権』五月書房、ISBN 4772702482
- 2005年8月 『戦後60年を考える 補償裁判・国籍差別・歴史認識』創史社、ISBN 4915970256

### 共著
- 1990年6月 『「国際化」のわすれもの 隣人としての外国人を考える』在日韓国・朝鮮人問題学習センター、
- 2001年6月 『日朝条約への市民提言 歴史的責任の清算と平和のために』明石書店、ISBN 4750314315
- 2007年5月 『グローバル時代の日本社会と国籍』明石書店、ISBN 978-4750325316
- 2007年10月 『外国人の定住と日本語教育』ひつじ書房、ISBN 978-4894763753

### 編集
- 1987年6月 『資料中国人強制連行』（解説も）明石書店、ISBN 4750301663
- 1990年12月 『資料中国人強制連行の記録』明石書店、ISBN 4750303402
- 1995年4月 『中国人強制連行資料 「外務省報告書」全五分冊ほか』現代書館、ISBN 4768466583
- 1996年6月 『隣国からの告発』創史社、ISBN 491597006X
- 1997年11月 『来日外国人人権白書』明石書店、ISBN 4750309877
- 2002年4月 『在日コリアン権利宣言』（岩波ブックレット）岩波書店、ISBN 4000092669
- 2006年2月 『日・韓「共生社会」の展望 韓国で実現した外国人地方参政権』新幹社、ISBN 4884000447
- 2007年2月 『日韓新たな始まりのための20章』岩波書店、ISBN 978-4000242448

### 翻訳
- 1985年5月 卓南生『現代の鎖国 アジアから日本の実像が見える』めこん、ISBN 4839600236
- 1986年8月 許雲樵、蔡史君（共編）『日本軍占領下のシンガポール 華人虐殺事件の証明』青木書店、ISBN 4250860280
- 1990年4月 卓南生『国際化日本の壁 アジアの常識と日本の常識』東洋経済新報社、ISBN 4492220887